# گراندت دنت د ویسیوی
گراندت دنت د ویسیوی (به لاتین: Grande Dent de Veisivi) یک کوه در سوئیس است که در کانتون وله واقع شده‌است. گراندت دنت د ویسیوی ۳٬۴۱۸ متر بالاتر از سطح دریا واقع شده‌است.